# ナガホリコーポレイション
ナガホリコーポレイションはかつて存在した日本の工業製品メーカーである。

## 概要
株式会社ナガホリコーポレイションは、長堀車両株式会社として1917年に創業した。
創業当時は飛行機用のタラップ製造メーカーであったが、その後、東京オリンピックを期にホテル向けワゴンの国内トップメーカーへと成長を遂げ、主に一流ホテル向けの特注サービスワゴンを手掛けた。
以後、ロマンスカーの車内販売用ワゴン、トヨタ迎賓館のケーキワゴン、レッドアロー皇太子様用ワゴン、帝国ホテルレインボールーム、ローストビーフワゴンなどの実績を残した。1992年1月1日に、グループ会社の長堀車両製造とナガホリ産業を合併し、ナガホリコーポレーションとした。しかしバブル崩壊とともに倒産した。　
自社で、金属加工や日本でトップクラスの木工メーカー、そしてあらゆる素材加工を手掛ける協力会社を抱え、当時、日本に二人しかいないとされた、ほぞ組職人を抱えていた。さらに伝統工芸職人とも協業して、電気・ガス製品などとの組み合わせも可能とした、何でも創れる優れたメーカーであった。
現在、元社員が設立したエターナルがこの技術を継承している。